# Biram Dah Abeid

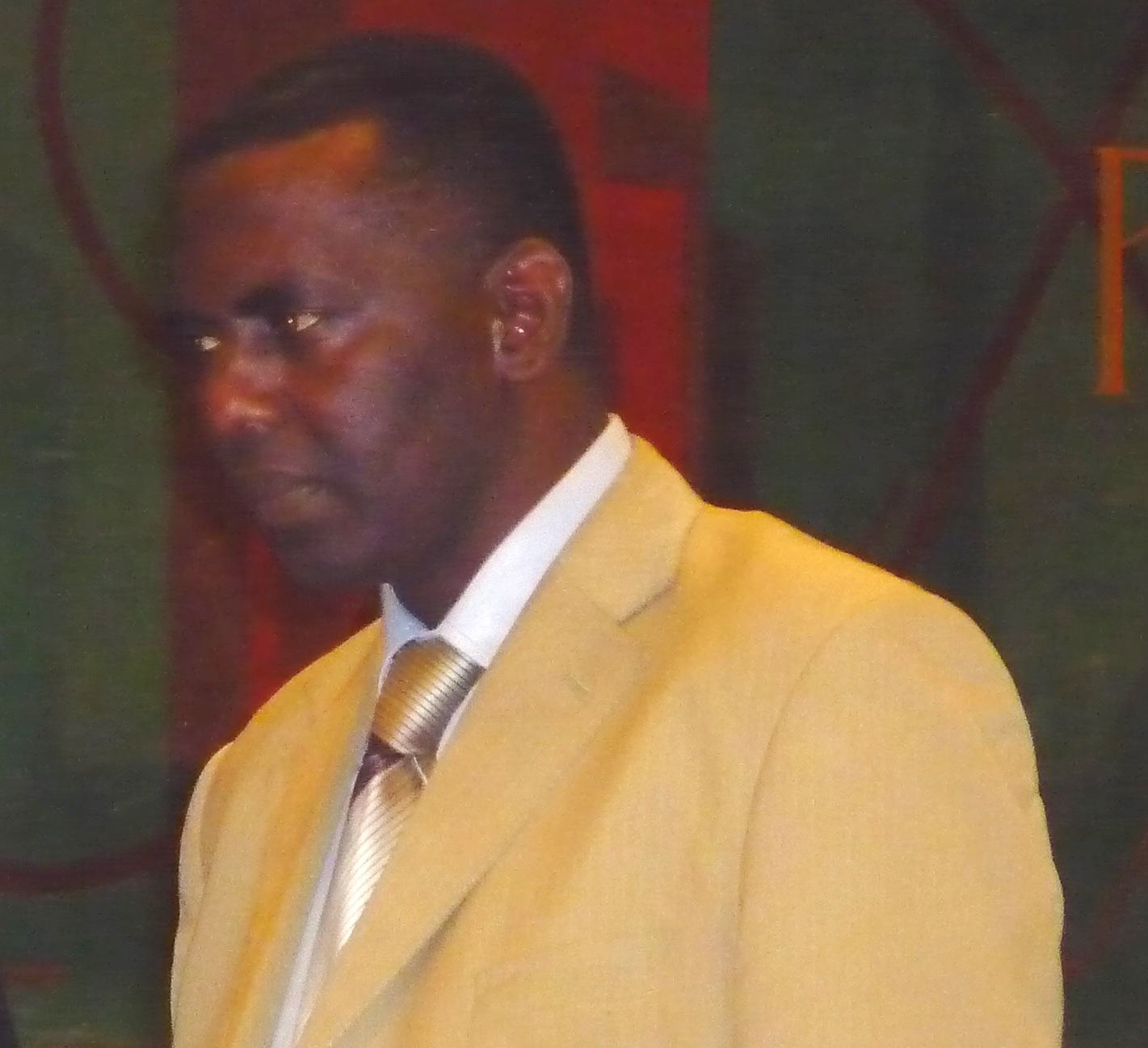
Biram Dah Abeid als Präsidentschaftskandidat 2014

Biram Dah Abeid (* 1965 in Trarza, Mauretanien) ist ein mauretanischer Politiker und Menschenrechtler. Bekannt wurde Abeid durch seinen Einsatz für die Opfer von moderner Sklaverei. Wegen dieser Aktionen kam er mehrfach in Haft.

## Leben
Biram Dah Abeids Eltern waren Sklaven. Sein Vater kam frei. 1979 trat der Junge in Rosso, Trarza, in die höhere Schule ein. Mit 19 Jahren gründete er das National African Movement gegen das Kastenwesen, Diskriminierung und Sklaverei. Mit 28 Jahren kandidierte er erstmals bei einer Bezirkswahl. Er schloss das Studium der Geschichte mit einem Master ab und wurde in Mauretanien und Senegal zum Rechtsanwalt ausgebildet.
Anfang der 2000er Jahre schloss sich Biram Dah Abeid SOS Slaves an, einer Nichtregierungsorganisation zur Bekämpfung der Sklaverei. 2007 wurde in Mauretanien das Gesetz zur Abschaffung der Sklaverei verabschiedet, und der frühere Präsidentschaftskandidat Zeine Ould Zeidane lud ihn ein, sich in der Politik zu betätigen. Im gleichen Jahr setzte Abeid in dieser Funktion durch, dass erstmals in seinem Land Bürger wegen Sklaverei vor Gericht kamen. Die drei Frauen hatten Mädchen als Sklavinnen gehalten und waren die ersten Personen, die rechtskräftig dafür verurteilt wurden.
2010 kam es zum Bruch mit der „Nationalen Kommission für Menschenrechte“ Mauretaniens, deren leitender Berater er war. Wegen mehrerer öffentlicher Aktionen gegen die Sklaverei kam Abeid immer wieder in Haft. 2013 wurde ihm der Menschenrechtspreis der Vereinten Nationen verliehen. 2014 trat er für die Partei IRA-Mauritania (Initiative pour la Resurgence du mouvement Abolitioniste) als Präsidentschaftskandidat an, unterlag aber deutlich dem früheren Angehörigen der Militärjunta, General Mohamed Ould Abdel Aziz.
Zuletzt wurde Abeid Ende 2014 zusammen mit anderen Aktivisten verhaftet, die sich für die Anklage eines Sklavenhalters einsetzten, der wiederholt seine 15-jährige Sklavin vergewaltigt hatte. Die junge Frau ist aufgrund des Einsatzes von Abeids Partei frei; er selbst wurde am 15. Januar 2015 zu zwei Jahren Haft verurteilt.
Abeid nahm an der Präsidentschaftswahl 2019 teil.